# Veselé
Veselé je naseljeno mjesto u okrugu Piešťany u Trnavskom kraju u Slovačkoj.

## Stanovništvo
| Godina:     | 1994. | 2004.   | 2014.   | 2024.   |
| ----------- | ----- | ------- | ------- | ------- |
| Broj ljudi: | 1088  | 1125    | 1191    | 1246    |
| Razlika:    |       | +3,40 % | +5,86 % | +4,61 % |

| Godina:     | 2023. | 2024.   |
| ----------- | ----- | ------- |
| Broj ljudi: | 1239  | 1246    |
| Razlika:    |       | +0,56 % |

Prema podacima o broju stanovnika iz 2024. godine naselje je imalo 1246 stanovnika.

## Vanjske poveznice
|  | Zajednički poslužitelj ima još gradiva o temi Veselé |

- Službena stranica naselja (sl.)